# 烏山駅 (京畿道)
烏山駅（オサンえき）は、大韓民国京畿道烏山市烏山洞にある、韓国鉄道公社（KORAIL）の駅。
乗り入れている路線は、線路名称上は京釜線1路線のみであるが、当駅に停車するムグンファ号やヌリロ号、京釜電鉄線（首都圏電鉄1号線）電車の一部が他路線に直通する。京釜電鉄線の駅番号は(P160)。

## 駅構造
島式ホーム4面6線の地上駅。ホームは、外側の2つを京釜電鉄線が、内側の2つを京釜線がそれぞれ使用する。2番線と3番線、6番線と7番線は京釜線と京釜電鉄線で線路を共用している。
出口は1番（駅西側）と2番（駅東側）の2ヶ所ある。

### のりば
| 1・2 | 京釜電鉄線（下り） | 京釜電鉄線（下り）                         | 平沢・天安・牙山・新昌方面           |
| 3・4 | 京釜線（下り）     | 東海線直通（釜田経由）                     | 東大邱・釜山・釜田・新海雲台方面     |
| 3・4 | 京釜線（下り）     | 大邱線・中央線・東海南部線直通（慶州経由） | 東大邱・慶州・蔚山・浦項方面         |
| 3・4 | 京釜線（下り）     | 慶全線直通（密陽経由）                     | 東大邱・密陽・馬山・晋州方面         |
| 3・4 | 京釜線（下り）     | 忠北線・中央線直通                         | 鳥致院・堤川・栄州・安東方面         |
| 3・4 | 京釜線（下り）     | 湖南線・光州線直通                         | 西大田・光州松汀・木浦・光州方面     |
| 3・4 | 京釜線（下り）     | 全羅線・慶全線直通（順天経由）             | 全州・順天・麗水・晋州方面           |
| 3・4 | 京釜線（下り）     | 長項線直通                                 | 平沢・天安・温陽温泉・長項方面       |
| 5・6 | 京釜線（上り）     | 京釜線（上り）                             | 水原・永登浦・龍山・ソウル方面       |
| 7・8 | 京釜電鉄線（上り） | 京釜電鉄線（上り）                         | 水原・九老・地下ソウル駅・清凉里方面 |

## 利用状況
近年の一日平均乗車人員推移は下記の通り。
首都圏電鉄
| 路線       | 乗車人員 | 乗車人員 | 乗車人員 | 乗車人員 | 乗車人員 | 乗車人員 | 乗車人員 | 注 釈 |
| 路線       | 2005年   | 2006年   | 2007年   | 2008年   | 2009年   | 2010年   | 2011年   | 注 釈 |
| ---------- | -------- | -------- | -------- | -------- | -------- | -------- | -------- | ----- |
| 京釜電鉄線 | 8273     | 8575     | 8618     | 9393     | 9204     | 9285     | 9802     | [ 1 ] |

## 駅周辺
駅西側は烏山市の中心市街地である。
- 南村洞住民センター
- 大園洞住民センター
- 烏山市外バスターミナル（朝鮮語版）
- 烏山市庁
- 烏山郵便局
- 中央洞住民センター
- 華城東部警察署
- 烏山華城教育支援庁
- KT 烏山支店
- 烏山総合市場
- イーマート 烏山店
- 雲岩高等学校
- 雲岩中学校
- 雲岩初等学校
- 烏山元一中学校
- 烏山元一初等学校
- 京釜高速道路 烏山インターチェンジ（朝鮮語版）

## 歴史
- 1905年1月1日 - 普通駅として営業開始。
- 1956年12月12日 - 旧駅舎種運行。
- 1994年1月1日 - 小貨物取り扱い中止
- 2002年11月28日 - 現在の駅舎が竣工。
- 2005年1月20日 - 首都圏電鉄（京釜電鉄線）運転開始。（餅店-天安間47.9km開通）
- 2009年10月31日  - 貨物取扱停止[2]。
- 2013年10月 - 烏山駅総合乗換センター着工。

## 隣の駅
韓国鉄道公社
京釜線
ITX-セマウル・セマウル号
通過
ムグンファ号
水原駅 - 烏山駅 - 西井里駅
ヌリロ号
水原駅 - 烏山駅 - 平沢駅
京釜電鉄線
急行
餅店駅 (P157) - 烏山駅 (P160) - 西井里駅 (P163)
緩行
烏山大駅 (P159) - 烏山駅 (P160) - 振威駅 (P161)